# Halmeu
Halmeu (maďarsky Halmi) je obec v župě Satu Mare v Rumunsku. Leží u hranic Rumunska s Ukrajinou. Žije zde přibližně 4 300 obyvatel. V roce 2011 se 36 % obyvatel hlásilo k maďarské národnosti. Součástí obce jsou i čtyři okolní vesnice.

## Části obce
- Halmeu – 3 083 obyvatel
- Băbești – 405 obyvatel
- Dobolț – 339 obyvatel
- Halmeu-Vii – 51 obyvatel
- Mesteacăn – 398 obyvatel